# أنتوني إم. فرانك
أنتوني إم. فرانك هو سياسي أمريكي، ولد في 31 مايو 1931 في برلين في ألمانيا.

## وصلات خارجية
- أنتوني إم. فرانك على موقع IMDb (الإنجليزية)
- أنتوني إم. فرانك على موقع قاعدة بيانات الفيلم (الإنجليزية)